# Bateria de liti-silici

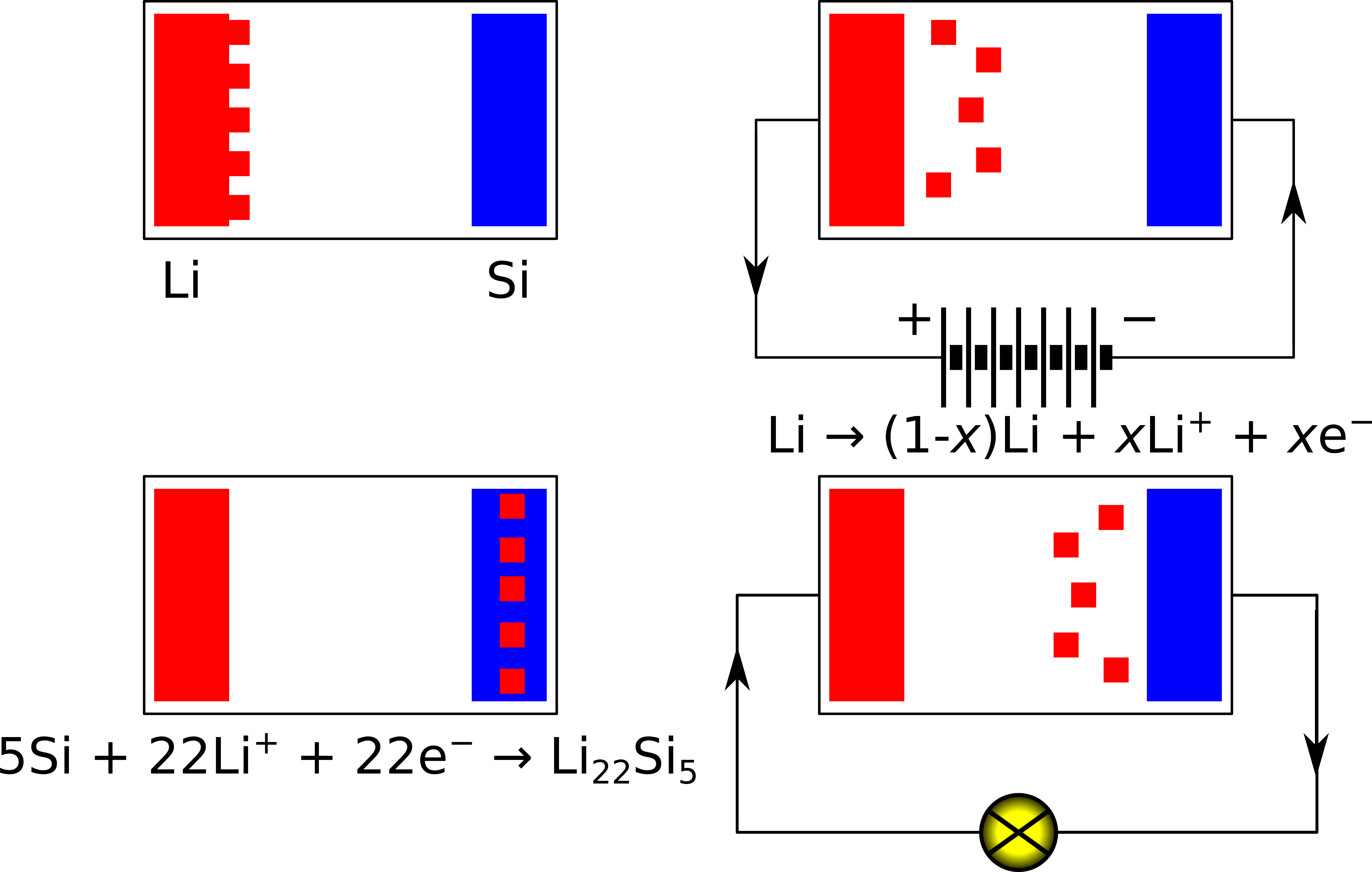
Esquema de bateries de liti i silici d'ions de liti. Un esquema de bateria d'ions de liti amb liti i silici com a materials d'elèctrode. A dalt a l'esquerra: estat sense càrrega. A dalt a la dreta: procés de càrrega, es dona una mitja reacció de desintercalació. A baix a l'esquerra: un estat carregat amb ions de liti aliats en silici, es dona una mitja reacció d'aliatge. A la part inferior dreta: procés de descàrrega.

La bateria de liti-silici és un nom utilitzat per a una subclasse de tecnologia de bateries d'ions de liti que empra un ànode basat en silici i ions de liti com a portadors de càrrega. Els materials basats en silici generalment tenen una capacitat específica molt més gran, per exemple 3600 mAh/g per al silici pur, en relació amb el grafit, que es limita a una capacitat teòrica màxima de 372 mAh/g per a l'estat totalment litiat LiC6. El gran canvi de volum del silici (aproximadament un 400% en funció de les densitats cristal·logràfiques) quan s'insereix liti és un dels principals obstacles juntament amb l'alta reactivitat en estat de càrrega per comercialitzar aquest tipus d'ànode. Els ànodes de bateries comercials poden tenir petites quantitats de silici, augmentant lleugerament el seu rendiment. Les quantitats són secrets comercials estretament guardats, limitats a partir del 2018 com a màxim al 10% de l'ànode. Les bateries de liti-silici també inclouen configuracions de cèl·lules on el Si es troba en compostos que poden emmagatzemar liti a baixa tensió mitjançant una reacció de desplaçament, incloent oxicarbur de silici, monòxid de silici o nitrur de silici.
Els primers experiments de laboratori amb materials de liti-silici van tenir lloc a principis i mitjans dels anys setanta.
Els ànodes compostos de carboni silici van ser informats per primera vegada l'any 2002 per Yoshio. Els estudis d'aquests materials compostos han demostrat que les capacitats són una mitjana ponderada dels dos membres extrems (grafit i silici). En el cicle, l'aïllament electrònic de les partícules de silici tendeix a produir-se amb la capacitat que cau a la capacitat del component de grafit. Aquest efecte s'ha temperat mitjançant metodologies sintètiques alternatives o morfologies que es poden crear per ajudar a mantenir el contacte amb el col·lector actual. Això s'ha identificat en estudis que impliquen nanocables de silici cultivats que s'uneixen químicament al col·lector de corrent metàl·lic mitjançant la formació d'aliatges. L'any 2014, Amprius va produir mostres de producció de bateries utilitzant un elèctrode compost de nanofil de silici i grafit La mateixa empresa afirma haver venut diversos centenars de milers d'aquestes bateries a partir del 2014. El 2016, els investigadors de la Universitat Stanford van presentar un mètode per encapsular micropartícules de silici en una closca de grafè, que confina les partícules fracturades i també actua com una capa d'interfase d'electròlit sòlid estable. Aquestes micropartícules van assolir una densitat d'energia de 3.300 mAh/g.
Canvi de capacitat i volum específic per a alguns materials d'ànode (donats en el seu estat litiat):
| Material de l'ànode | Capacitat específica (mAh/g) | Canvi de volum |
| ------------------- | ---------------------------- | -------------- |
| Li                  | 3862                         | -              |
| LiC 6               | 372                          | 10%            |
| Li 13Sn 5           | 990                          | 252%           |
| Li 9Al 4            | 2235                         | 604%           |
| Li 15Si 4           | 3600                         | 320%           |